# モヌン湖
モヌン湖（マヌーン湖、フランス語: Lac Monoun、英語: Lake Monoun）は、カメルーン・西部州ヌン県に存在する火口湖（マール）。オク火山地帯の上に所在する。1984年8月15日には、この湖で湖水爆発が発生し、大量の二酸化炭素が大気中に放出されたことで、周辺住民37名が死亡する事故が発生した。当初、この死は原因不明のままで、何らかのテロリズムが原因として考えられていた。更なる調査と、2年後に同じカメルーンのニオス湖で発生した同様の災害により、現在では原因が解明されている。

## 災害

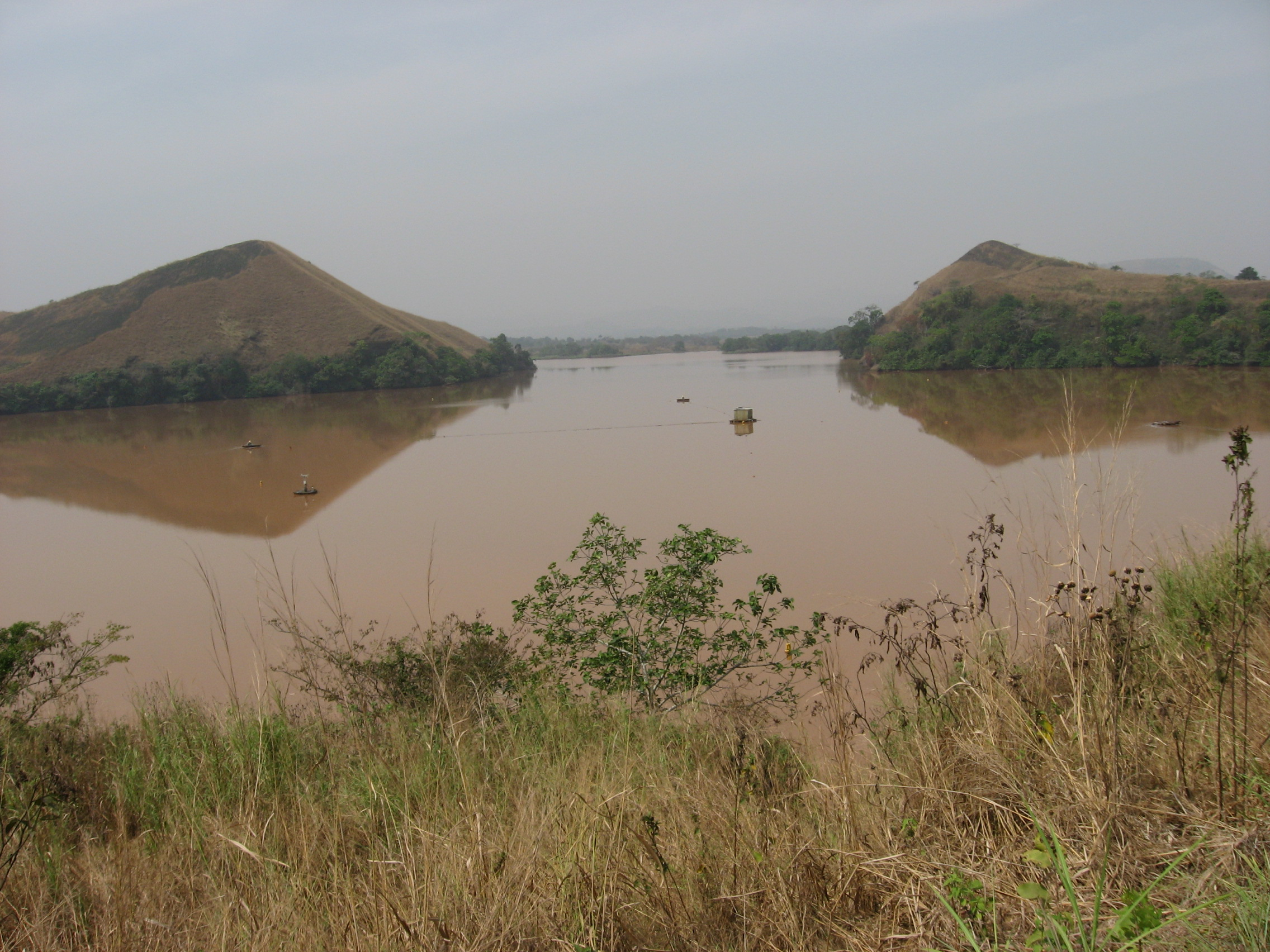
モヌン湖の湖畔

1984年8月15日22時30分ごろ、周辺住民らが大きな爆発音を聞いたと記録されている。伝えられる所によれば、ガス雲は湖東側の火口から放出されたとされる。この結果、午前3時00分から夜明けまでの間に、低地に居住する37名の住民が死に至ったと考えられる。犠牲者たちは、皮膚熱傷を負っていたと伝わっており、後の報告では変色の様な「皮膚へのダメージ」であったとされている。生存者は、白っぽい、煙の様な雲は苦く酸味のある匂いがしていたと証言している。湖東部周辺に生える植物は潰されており、おそらく高さ5m (16ft)を超える大規模な波によるものであったとされる:7。
モヌン湖は、火山地帯中心部の近傍にあり、湖内には少なくとも34の火口があるとされているが、この災害発生後の調査で、この火口の噴火や突然の火山ガス噴出によるものではないことが判明した。むしろ、湖水爆発による二酸化炭素放出が原因であると考えられた。ただし、雲の臭いや犠牲者の皮膚のダメージを十分に説明できなかった。いくつかの仮設では、この皮膚の問題は、もともと存在した皮膚の状態と、死斑の様な死後に生じたものとが組み合わさったものに起因するとされ、ほかの医学的解釈では、体の代謝率が大幅に低下したため、皮膚の毛細血管の血液循環が著しく制限され、壊死が発生したともされたが:6、これらには明確な結論は出ていない。
犠牲者の中には12人の乗客を乗せたトラックの運転手達も含まれていた。このトラックは酸素欠乏症によってエンジン停止しており、トラックの乗客達は車外に出たものの死亡している。トラックの天井に座っていた2名の乗客は生存しており、これは彼らが高い位置にいたことで、呼吸することができたためであった。
災害から2年後の1986年8月21日、同じカメルーンのニオス湖でも同様の災害が発生し、モヌン湖以上の死者を記録した。ニオス湖は、モヌン湖の北西約100km（62mi）に位置しており、この災害は、1,746人の住民と3,000頭以上の動物が死亡する惨事となった。モヌン湖は、ニオス湖とキブ湖と共に、世界に3か所しか存在しない湖中に大量の二酸化炭素ガスを含んだ湖として知られている。湖の深部に高濃度のガスが溶け込んでおり、湖水爆発に適した条件が整っている。

## ガス濃度低下の取り組み
1992年3月と4月に事前試験がモヌン湖で実施された。この試験では、石油採掘会社界隈では有名な手法であるガス・リフトと呼ばれる手法が使われた。当初ポンプは、水底から水をくみ上げた。しかし、二酸化炭素は溶液から分離し始め、パイプ内のガスによって浮力が発生した。これは、外部からのエネルギー供給の必要もなく、自律的に進む現象であった。
この計画に投じられた資金が乏しかったことと、手作りで構築されたことが原因で、この解決方法では高密度ポリエチレン管（HDPE管）が使用された。高密度ポリエチレンの密度は0.96kg/Lであり、これは水中では浮力と凡そ釣り合うことを意味している。高密度ポリエチレンのプラスチックは変形させやすく、脆くなく、そして天然ガス供給網の材料としての実績からもわかる通り、化学物質や天候による劣化に強い物質である。この管は、標準の6m (20fr)の部材から、地上で電気を用いて容易に強く結合することができた。また、少数のゴムボートと追加の浮きの助けで敷設することもできた。いくらかのバラストと共にこの管は、碇を下した振り子の様な筏から無固定でぶら下がっている。残念なことに、湖底からくみ上げられた二酸化炭素を多量に含み酸素に乏しい水は鉄製の金具に影響があった。具体には、腐食が発生し鉄製金具から鉄原子を奪って菱鉄鉱が形成された。
2003年2月、同様の災害を防ぐための取り組みとして、ガス放出管が湖に設置された。最初のガス抜き段階において、水深73m (240ft)からくみ上げられた水から、高さ8m (26ft)の噴水が形成された(p 9)。しかしながら、2005年の研究で、湖水中のガスは同様の災害の発生を防ぐまで十分に減っていないことが判明した。この研究では、現在の管の吸水口を水深97m (318ft)へと降下させ、加えて2本目の管を設置し、更に二酸化炭素の放出を促進させることを推奨していた。その一方で、湖の深層水には第一鉄イオンが豊富に含まれており、しばらくすれば褐鉄鉱へと変化する。この湖は地元住民たちの漁場となっており、ガス抜き速度を上げる前に、表層水の鉄イオン濃度の上昇が魚類に与える影響を考慮する必要があった(p 283)。
2013年12月、ポンプが小規模な太陽光発電ロータリーポンプになると共にガス抜き管が更新された。これは、深層水から二酸化炭素除去により顕著にガスが減少し、自律的に発生していた浮力が失われたことで実施された。新しく構築された設備では、1日当たり100m3の深層水をくみ上げることが可能となった。この設備でのガス抜き能力は、残念なことであるが二酸化炭素が豊富に含まれた水の自然流入量よりも少ない能力しかなかった。そのため、層化された湖水のなかで、二酸化炭素濃度がより高くなり危険なレベルとならないように、更に2台のポンプが必要とされた。